# اتحاد سه برادری
اتحاد سه برادری (برمه‌ای: ညီနောင်မဟာမိတ်သုံးဖွဲ့ </link>) که با نام اتحاد برادری نیز شناخته می‌شود، ائتلافی بین ارتش آراکان، ارتش اتحاد دموکراتیک ملی میانمار و ارتش آزادیبخش ملی تاانگ است که در ژوئن ۲۰۱۹ تشکیل شد.
این گروه در سال ۲۰۲۳ در مقاومت برابر حکومت نظامی برمه در پی کودتای ۲۰۲۱ میانمار به شهرت رسید. این سه گروه مسلح ابتدا در مورد کودتا سکوت کردند اما سپس بیانیه ای را منتشر کردند که در مارس ۲۰۲۱ وجود این ائتلاف را تأیید کرد. در طول جنگ داخلی میانمار، این گروه عمدتاً در ایالت راخین و شمال ایالت شان مبارزه کردند. در ۲۷ اکتبر ۲۰۲۳، ائتلاف عملیات ۱۰۲۷ را آغاز کرد که یک حمله علیه حکومت نظامی در شمال ایالت شان بود.

## زمینه
در سال ۲۰۱۶، در پی شدت گرفتن تنش بین مردم روهینگیا در ایالت راخین در غرب میانمار و افراط‌گرایان بودایی متحد با ارتش میانمار، دولت برمه یک کمپین نسل‌کشی برای اخراج غیرنظامیان روهینگیا از ایالت پیوست. پس از حمله ستیزه‌جویان ارتش نجات روهینگیا آراکان (ARSA) به پاسگاه پلیس برمه، تنش‌ها به نقطه اوج خود رسید. ارتش آراکان که در اوایل دهه ۲۰۱۰ در کنار ارتش کاچین علیه تاتماداو جنگیده بود، پس از تکرار درگیری، عملیات خود را در ایالت راخین از سر گرفت و در سال ۲۰۱۸ چندین حمله را علیه تاتمادو در ایالت راخین انجام داد.
ارتش آزادیبخش ملی تاانگ پیش از کودتای ۲۰۲۱ عمدتاً عملیاتی محلی را علیه تاتماداو در شمال ایالت شان انجام می‌داد. با وجود اینکه ارتش آزادیبخش ملی تاانگ در سال ۲۰۰۹ ایجاد شد، نسبت به سایر گروه‌های شورشی در میانمار یک گروه نوظهور محسوب می‌شود، این تشکیلات از حمایت عمومی مردم تاانگ و حمایت نظامی از سایر گروه‌های شورشی مانند KIA و ارتش ایالتی متحد وا برخوردار است. قبل از کودتا، ارتش ملی تاانگ به‌طور منظم با شورای بازسازی ایالت شان بر سر کنترل ایالت شان شمالی درگیری داشت.